# Milioni di farfalle
(John Carew Eccles, Nobel per la medicina 1963)
Milioni di farfalle è un saggio del neurochirurgo statunitense Eben Alexander, riguardante la sua esperienza ai confini della morte.

## Contenuto
L'autore, dopo aver descritto molto brevemente gli studi universitari e il lavoro di neurochirurgo, precisando di essere stato anche "autore o coautore di oltre centocinquanta tra pubblicazioni e saggi apparsi su prestigiose riviste mediche", afferma: "le conclusioni riportate nel testo si basano su un'analisi medica della mia esperienza e sulla mia familiarità con i concetti più complessi degli studi sul cervello e sulla coscienza".
Nel 2008, a 54 anni, Alexander viene colpito da una meningite batterica, causata da Escherichia coli, e rimane in coma per sette giorni. Nonostante la prognosi infausta, al settimo giorno esce spontaneamente dal coma e, dopo un costante miglioramento, arriva a una ripresa completa.
Durante la malattia, l'autore sperimenta un'esperienza ai confini della morte, nella quale sono presenti alcuni elementi comuni a questi fenomeni, mentre mancano altri elementi tipici, come l'attraversamento del tunnel nero, l'incontro con persone defunte o la rapida visione della vita trascorsa.
Durante la sua NDE Alexander visita quello che definisce "l'ultrareale", accompagnato da una singolare guida, impersonata da una fanciulla. Il punto di arrivo è l'incontro con il Divino, da lui chiamato "Om", rappresentabile come Amore incondizionato.
Alexander, scettico prima della malattia, è diventato successivamente credente.

## Edizioni
- Eben Alexander, Milioni di farfalle, Mondadori, 2013,  p. 198, ISBN 978-88-04-62918-4.